# Syneches capensis
Syneches capensis är en tvåvingeart som beskrevs av Smith 1969. Syneches capensis ingår i släktet Syneches och familjen puckeldansflugor. Inga underarter finns listade i Catalogue of Life.